# 6V6
6V6はビーム四極真空管。

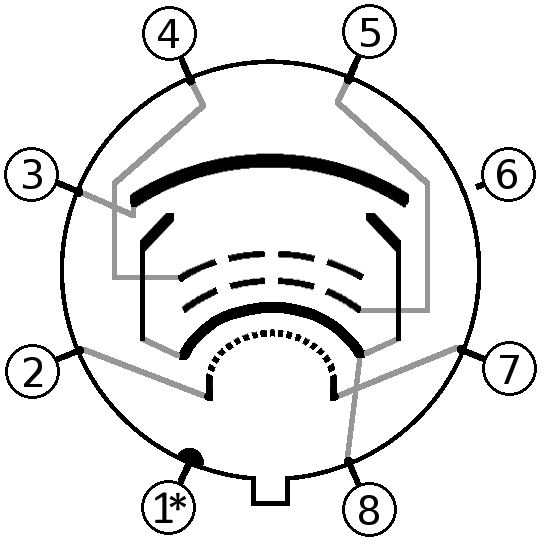
6V6、オクタル・ソケット基本図
1 - メタル6V6
2と7 - フィラメント/ヒーター
3 - 陽極/プレート
4 - グリッド2 /スクリーングリッド
5 - グリッド1/コントロールグリッド
6 - 接続なし。通常、ピンはない。
8 - カソード、およびビーム形成電極

この真空管ファミリで最初の製品は6V6Gで、1936年後半にケンタッキー・エレクトリカル・ランプ・カンパニー（Ken-Rad）が発表した。6V6G 真空管が12月までに入手可能になるとKen-Radとレイセオン社が発表し、市場に初めて登場した。
オーディオ機器、特にエレクトリックギター アンプで今でも使用されている。

## 概要
1936年4月に発表された6L6に続き、縮小版となる6V6の可能性はすぐに理解されて普及した。一般家庭での使用には、より低消費電力の6V6が適しており、それまで家庭用卓上ラジオで使われていた6F6などのオーディオ出力段用の五極管に取って代わった。6V6は 6F6 よりも必要なヒーター電力が少なく、オーディオ出力の歪みが少なく、シングルエンディッド構成とプッシュプル構成の両方でより高い出力が得られた。
6V6はもともと自動車ラジオ用に特別に設計されたものであるが、1939年初頭に発表されたクリップイン・ロクタルベースの7C5や、ヒーター電流の低い12V6GTはいずれも6V6と同一の特性であったが、この真空管はT-9と呼ばれる小型のガラス管を使用しており、多くの車載ラジオメーカーに採用された。さらに、6V6は電池式のポータブルラジオにも応用された。

## 開発史

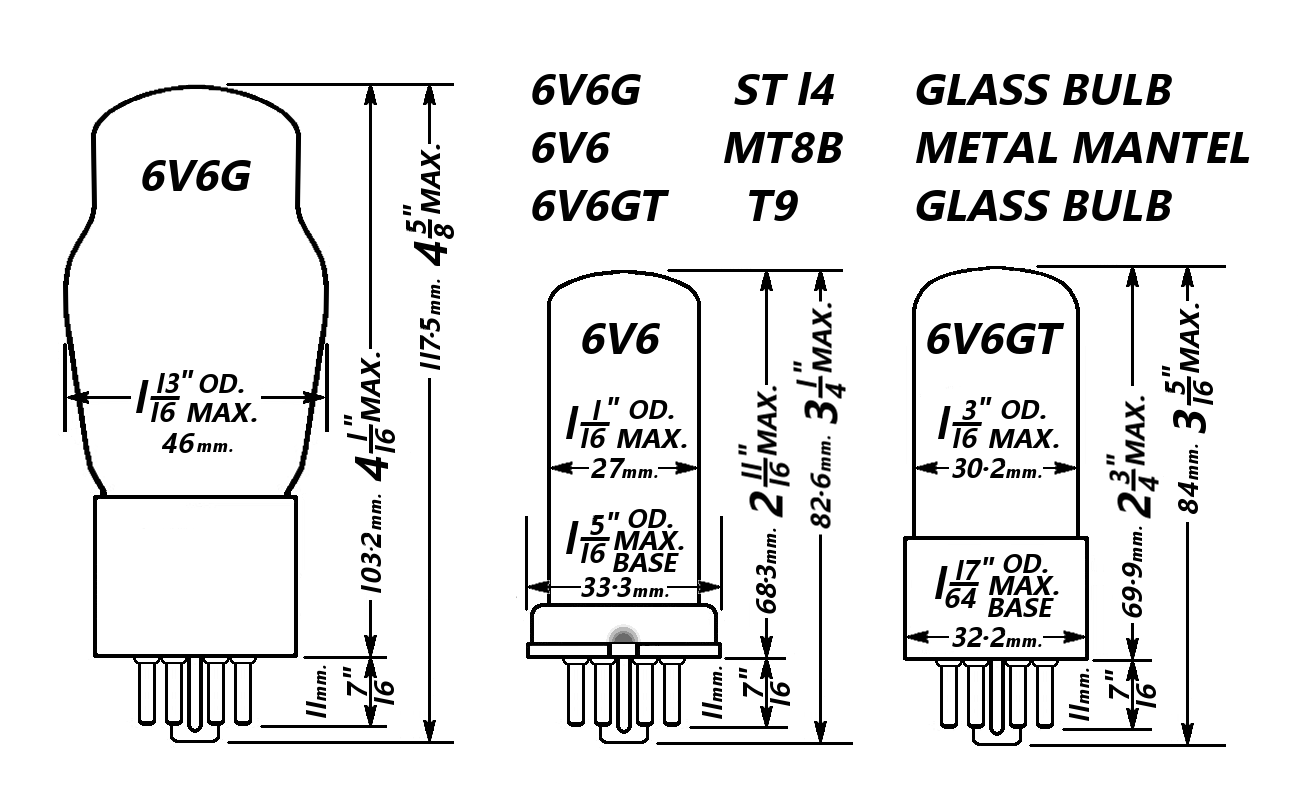
外殻によって異なる6V6真空管の寸法

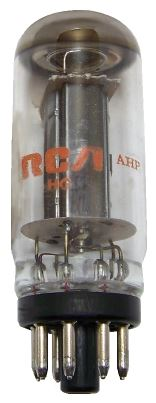
1970年代の「コイン」ベースのRCA6V6GTA

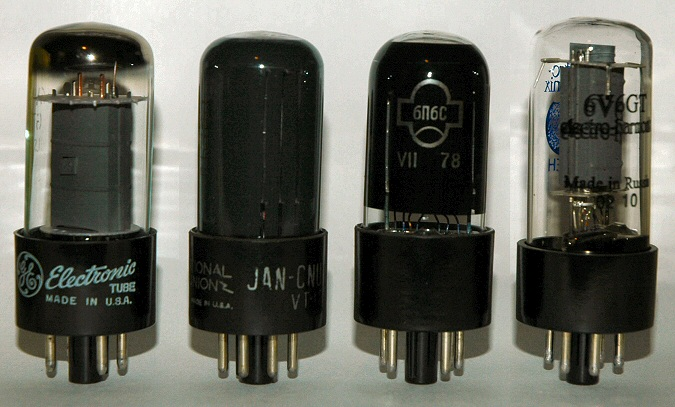
世界中で生産されたさまざまな6V6。左から右に、6V6GTA（General Electric）、6V6GT（JAN National Union、1940年代）、6P6S（ソ連、1978年）、最新の6V6GT（Electro-Harmonix）

1936年11月9日付けの「RMA リリース #96 – 09」によると、6V6Gに続いて 、Ken-Radが後援し、ST14 ショルダー ガラス外殻を備えた6V6、1937年1月にハイグレード・シルヴァニア・コーポレーションによって金属外殻の6V6が発表された。 「RMA リリース #125 – 03」（1938年1月3日、RCA発表）は、6V6真空管は、6V6の起源に関して混乱を招いたようである。1937年7月の RCA マニュアル RC-13 には6V6ではなく6V6Gが記載されているが、6V6は レイセオン社など他のメーカーの1937年の真空管マニュアルに記載されている。真空管製造業者は、1935年4月1日に導入された金属管構造の優位性を宣伝することに熱心であり、その後の10年間に大量の6V6管が製造され、その多くは軍用のJAN管であり、金属管の価格は高騰した。ガラス管の場合は、生産の最初の数年間、ほぼ同じ小売価格レベルに保たれていた。

### 6V6GT
1939年7月10日の「RMAリリース#201」に掲載された6V6GTの紹介は、Hytron Corporationのスポンサーによるものであった。1940年までに、6V6G の生産は、この小型の「GT」T-9 ガラス管に大きく取って代わられた。1942年4月17日、軍需生産委員会は真空管メーカーに対し、市場に出回っている 710種類のラジオ管のうち 349種類の民生用の製造を 7日以内に中止するよう命じた。1943年までに、金属管の価格は GT管のほぼ 2 倍になり、この価格の比例差は1970年代の終わりまで一定のままであった。
6V6GTA
1956年7月2日の「RMA リリース #1681」によると、 ハイグレード・シルバニア・コーポレーションが後援し、制御されたウォームアップ期間がある。6V6ファミリーのさまざまな NOS (新旧在庫) 真空管は、メーカー、モデル、シリーズ、強度、状態によって、希少性が大きく異なり、通常は価格が異なる。金属製の NOS6V6真空管は、かつては価値の高いガラス エンベロープの同等品のほぼ 2 倍の価格でしたが、現在ではかなり一般的であると考えられており、通常は入手可能な最も安価な NOS 真空管です。1年前のクラシックの前身。米国生産の最後の年に、大手メーカーのいくつかは、いわゆる「コイン」ベースの GT管の使用に切り替えた。

## 電気特性
真空管メーカーの設計センターが提供するデータシート情報では、オーディオ出力段の典型的な動作として、6V6シングルで約5Wの連続出力、プッシュプルペアで約14Wの出力とされている。アンプメーカーはすぐにこの真空管が推奨最大定格値以上で使用できることに気づき、6V6GTAペアでプレート電圧400Vのギターアンプは20W定格出力（RMS）で5%出力全高調波歪（THD）および40WPeak Music Power、490Vプレート電圧で30W定格出力（RMS）が可能と宣伝していた。

## 現在の生産状況
発売から 85年以上が経過しても、6V6の仕様は変更されず、電子部品の中で最も長く寿命を保ち生産中止になったこともない。歴史的にあらゆる種類の電子製品で広く使用されており、多くが現役であるが典型的な用途はギターアンプである。6V6に依存する非常に多くの既存のアンプが定期的に使用されているだけでなく、より象徴的なモデルの現代的な複製がまだ作られており、現代のデザイナーは、6V6の使用に依存する新しい作品の開発に熱心に取り組んでいる。
一般的に言えば、6V6真空管は頑丈で、公開されている仕様を超えて動作させることができる（ソ連製の6P6Sと初期の中国の6V6バージョンは、現在は改善されているが、設計限界を超えることは許されていなかった）。このため、6V6は消費者市場の楽器用アンプ、特にギブソン GA-40 やフェンダー・アンプなどのコンボ スタイルのギター アンプでの使用に適していることがすぐに証明された。フェンダー・チャンプ、プリンストン・リヴァーブ、およびデラックス・リヴァーブの一部は、データシートに指定された最大定格をはるかに超えて6V6を駆動している。この継続的な需要により、中国、スロバキア、ロシアの真空管工場は、今日まで6V6の生産を維持するだけでなく、供給をさらに発展させることができている。

## 6V6ファミリーと同等品
6V6G – ガラス製の「ショルダー 管」ST エンベロープ。
6V6GX – ガラス製「ショルダー 真空管」ST エンベロープ、セラミック ベース。
6V6– 金属ジャケットの封筒。6V6の金属外皮はベースの1番ピンに接続されており、通常はアースとして使用されていました。6V6ファミリーの真空管の他のメンバーのピン1 は通常、内部で接続されていないが、灰色の RF シールドが接続されているものもある。
6V6GT – 小型の「ガラス管」T-9 エンベロープ。
6V6GTA – 制御されたウォームアップ時間。
6V6GTY – 低損失のミカノール ブラウン ベースの GT。
6V6GTX = HY6V6GTX – 高ゲイン用に選択された GT "Bantam" で、セラミック ベース、15W のプレート消費定格を備え、Hytron によって1941年頃の限られた期間だけ生産された。
5871 – 航空機や同様のアプリケーションで見られる激しい振動下での用途に高耐久化された6V6GT。 Radio Valve Co. of Canada Ltd.、1954 : RMA #859A。
5992 – ヒーター電流を 600mA に上げた、プレミアムで耐久性の高い6V6GT。 ベネディックスおよびGEが製造。
7408 – 追加のゼロバイアス特性を備えた6V6GT。
6V6S – 現代生産、大型メッキ管、ヒーター電流500mA、プレートとスクリーンの定格電圧が高い。JJエレクトロニック製。
6V6GT(A)(B)-STR – STRは "Special Test Requirement "を意味する。高いプレート電圧に適したヘビーデューティーを謳う。

### ミリタリー仕様の6V6真空管とその同等品
アメリカ国防総省は、米陸軍省を通じて多くの供給元と真空管を契約した。これらの真空管のほとんどには、JAN番号とVT番号（VT = 真空管）が記されている。
VT-107 – メタル6V6。

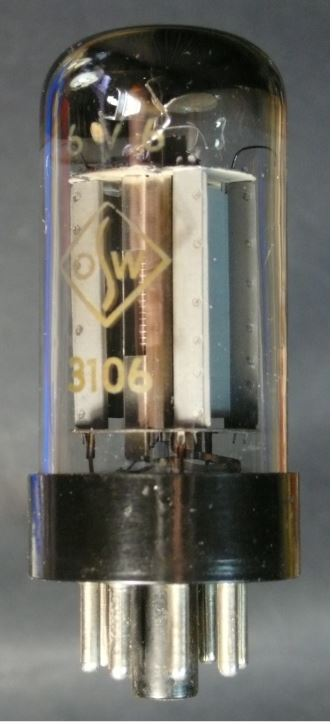
3106 - 東ドイツ製の6V6相当品。

6V6Y – 金属製で、ベースは低損失のミカノールブラウン。
VT-107A –6V6GT。
VT-107B –6V6G。
イギリス軍需省の軍用およびその他の政府機関用の真空管にはCV番号（CV = common valve）が付いている。また、ZAという接頭辞の付いた旧在庫の参照番号が使われることもあった。 Mullard社とBrimar社から供給されていた。
CV509 = ZA5306-6V6G
CV510 –6V6
CV511 –6V6GT &6V6GTY
英国郵政も独自のVT（Valve - Thermionic）命名制度を採用していた。
VT196 = CV509 =6V6G – 一般郵便局 (GPO)
スウェーデン軍のサプライヤーであるボフォース社は、ストックホルムのウルヴスンダ工場でスタンダード・ラジオファブリーク（SRF）社製の真空管を使用していた。
5S2D - トリプルマイカ、低損失のミカノールブラウンベースを使用した、プレミアムで耐久性の高い6V6GT。
同等とされるその他の真空管
6P6S（露: 6П6С）また、6П2 -ソ連連邦では、1940年代後半から6V6GT のバージョンが生産された。これは、1940年代のシルバニア製造の6V6GTに近いコピーのようである。ソ連は独自の指定システムを採用していた。
6P11S（露: 6П11С） = 6П6С-Y2 - 軍事委託品、頑丈な 6P6S。 OTKテスト済み。高電圧定格。
1515 - 6P6S（露: 6П6С）のプレミアム バージョン。
6P6P - Shuguang製の6V6GT の中国版だが、現在は廃止されており、Shuguang が現在生産している6V6GT とは異なる。
3106 – OSW（Oberspreewerk Berlin、後にHF、そして6П6С＆6V6マーキングのWF）の東ドイツ製6V6GT。オープン、スプリットプレート・デザイン。
6AY5 – 東ドイツ生産6V6GT
VT227 = 7184 – 引用された同等品、Ken-Rad 製、不適切な文書、RMA 登録なし。
WT-210-00-82 – 引用された同等品、不適切な文書、RMA 登録なし。
WTT-123 – 同等の引用、不十分なドキュメント、RMA 登録なし。
6V6HD –6V6ではないが、Sovtek 6L6GA / 6P3S とラベルを変更した。

## 類似品種
これらの真空管は6V6と非常によく似た特性を持っているが、ヒーターの定格が異なるか、異なるソケットとピン配列を使用している。
5V6GT – 6V6GTと同じだが、ヒーター定格が異なり、4.7V、0.6A、ウォームアップ時間は11秒。
12V6GT – 6V6GTと同じだが、ヒーター定格が異なり、12.6V、0.225Aで、車載受信機に適している。
7C5 – クリップイン・ロクタル B8G ベース、T-9 バルブ。レイセオン–1939 RMA #162。この管の他のバージョンは、7C5-TV、 2C48、2C50、 N148、 CV885。
7C5LT = CV886 – 小さなウエハでオクタロックス・ベースの8ピンT-9管球であることを除いて、7C5 と同じ。RCA –1940 RMA #234。
14C5 – 7C5 と同じであるがヒーター電圧は12.6V。
6BW6 = CV2136 –6V6、9ピンベースのB9Aと同等の英国製12ワット ミニチュア管。
6061 – プレミアムで頑丈な 6BW6。ブリマー STC ロンドン。1951年 : RMA #965
CV4043 – 6BW6、9ピンベースのB9Aに相当する英国製ミニチュア管13.5W。
6AQ5 –6V6GT よりわずかに低い仕様、ミニチュア ガラス エンベロープ、7ピン ベースB7G。この真空管の他の同等品は、 CV1862、 EL90、6005、6095、6669、6928 、 BPM 04、 CK-6005、 M8249 、 N7277C5、6L31。
12AQ5 - 6AQ5 と同じであるが、ヒーター定格が異なる。
6P1P ( キリル文字で6П1П ) – ノーバル（ミニチュア 9ピン、B9A）ベースのソ連バージョン、同一の特性ではないが、非常に近い。
6973 – 米国向け、9ピン、 ノーバル（ミニチュア 9ピン、B9A）ベース、より高いプレート電圧定格、忠実度の高い出力アプリケーション向け。
6CM6 – 9ピン、 ノーバル（ミニチュア 9ピン、B9A）ベース、同等のタイプで、主にテレビ受信機の垂直偏向アンプを対象としている。
12CM6 - 6CM6 と同じであるが、ヒーター定格が異なる。
12AB5 –12V ヒーターを備えた9ピン、 ノーバル（ミニチュア 9ピン、B9A）ベースで、車載受信機に適している。 7061相当。
五極管EL84/6BQ5 - 9ピン、ノーバル・ベース管は、6V6とは同等品と評価するには十分な違いがあるが、人気があり、すぐに入手可能であることに加え、バイアスを変更すれば、6V6用に設計されたアンプにノーバル・ベースのEL84管を使用できるようにするアダプターが商業的に開発されている。同様に、逆のアダプターも入手可能である。